# Stadtwald Horrem
Koordinaten: 50° 54′ 31″ N, 6° 42′ 11″ O
Das Naturschutzgebiet Stadtwald Horrem liegt auf dem Gebiet der Stadt Kerpen im Rhein-Erft-Kreis in Nordrhein-Westfalen.
Das Gebiet erstreckt sich nordöstlich der Kernstadt Kerpen direkt am westlichen Ortsrand des Kerpener Stadtteils Horrem. Durch das Gebiet fließt die Kleine Erft, westlich fließt die Erft und verläuft die A 61. Nördlich verläuft die Landesstraße L 277, östlich die L 163 und südlich die A 4. Unweit westlich erstreckt sich das 192,1 ha große Naturschutzgebiet Parrig.

## Bedeutung
Für Kerpen ist seit 1998 ein 17,675 ha großes Gebiet unter der Kenn-Nummer BM-034 als Naturschutzgebiet ausgewiesen. Die Unterschutzstellung erfolgt wegen seiner Bedeutung als Lebensstätte bestimmter wildlebender Pflanzen- und Tierarten. 